# Seznam katastrálních území v okrese Tábor
V této tabulce je uveden kompletní výčet katastrálních území Okresu Tábor, včetně rozlohy a sídel, které na nich leží.
| Název KÚ                    | Sídla                                                         | Obec                    | km2   |
| --------------------------- | ------------------------------------------------------------- | ----------------------- | ----- |
| A                           | A                                                             | A                       |       |
| Babčice                     | Babčice, Osikovec                                             | Vodice                  | 2,08  |
| Balkova Lhota               | Balkova Lhota                                                 | Balkova Lhota           | 3,54  |
| Bečice nad Lužnicí          | Bečice                                                        | Bečice                  | 3,24  |
| Bechyně                     | Bechyně                                                       | Bechyně                 | 7,7   |
| Bechyňská Smoleč            | Bechyňská Smoleč                                              | Sudoměřice u Bechyně    | 5,9   |
| Běleč u Mladé Vožice        | Běleč, Bzová, Elbančice                                       | Běleč                   | 12,23 |
| Bendovo Záhoří              | Bendovo Záhoří                                                | Mladá Vožice            | 1,93  |
| Beranova Lhota              | Beranova Lhota                                                | Chotoviny               | 1,15  |
| Bezděčín                    | Bezděčín                                                      | Želeč                   | 4,71  |
| Bežerovice                  | Bežerovice                                                    | Sudoměřice u Bechyně    | 9,4   |
| Bítov u Radenína            | Bítov                                                         | Radenín                 | 5,46  |
| Blanice u Mladé Vožice      | Blanice, Dubina                                               | Mladá Vožice            | 3,1   |
| Blanička                    | Blanička                                                      | Rodná                   | 2,54  |
| Blatec u Hodětína           | Blatec, Nová Ves                                              | Hodětín                 | 6     |
| Borkovice                   | Borkovice                                                     | Borkovice               | 15,82 |
| Borotín u Tábora            | Borotín                                                       | Borotín                 | 11,67 |
| Božejovice                  | Božejovice, Jezviny                                           | Jistebnice              | 5,99  |
| Bradáčov                    | Bradáčov                                                      | Bradáčov                | 2,76  |
| Brandlín u Tučap            | Brandlín                                                      | Tučapy                  | 5,49  |
| Broučkova Lhota             | Broučkova Lhota                                               | Chotoviny               | 2,73  |
| Brtec                       | Brtec                                                         | Nadějkov                | 2,83  |
| Březnice u Bechyně          | Březnice                                                      | Březnice                | 6,91  |
| Budislav                    | Budislav                                                      | Budislav                | 3,88  |
| Cunkov                      | Alenina Lhota, Cunkov, Javoří, Ounuz                          | Jistebnice              | 3,45  |
| Čekanice u Tábora           | Čekanice, Tábor                                               | Tábor                   | 6,01  |
| Čelkovice                   | Čelkovice                                                     | Tábor                   | 2,92  |
| Čenkov u Malšic             | Čenkov                                                        | Malšice                 | 7,79  |
| Čeraz                       | Čeraz                                                         | Vesce                   | 2,3   |
| Černýšovice                 | Černýšovice, Hutě                                             | Černýšovice             | 10,13 |
| Červené Záhoří              | Červené Záhoří                                                | Chotoviny               | 2,45  |
| Debrník                     | Debrník                                                       | Hlavatce                | 4,83  |
| Dědice u Nemyšle            | Dědice                                                        | Nemyšl                  | 2,92  |
| Dírná                       | Dírná                                                         | Dírná                   | 6,39  |
| Dlouhá Lhota u Tábora       | Dlouhá Lhota                                                  | Dlouhá Lhota            | 4,44  |
| Dobronice u Bechyně         | Dobronice u Bechyně                                           | Dobronice u Bechyně     | 8,3   |
| Dobronice u Chýnova         | Dobronice u Chýnova                                           | Chýnov                  | 11,73 |
| Dobřejice                   | Dobřejice                                                     | Malšice                 | 6,33  |
| Dolní Hořice                | Dolní Hořice, Horní Hořice                                    | Dolní Hořice            | 5,54  |
| Domamyšl                    | Domamyšl                                                      | Vodice                  | 6,91  |
| Doubí nad Lužnicí           | Doubí                                                         | Košice                  | 3,52  |
| Drahnětice                  | Drahnětice                                                    | Jistebnice              | 4,31  |
| Drahov                      | Drahov                                                        | Drahov                  | 10,96 |
| Dráchov                     | Dráchov                                                       | Dráchov                 | 9,73  |
| Dražice u Tábora            | Dražice                                                       | Dražice                 | 12,97 |
| Dražičky                    | Dražičky                                                      | Dražičky                | 5,13  |
| Drhovice                    | Drhovice                                                      | Drhovice                | 4,26  |
| Dub u Ratibořských Hor      | Dub                                                           | Ratibořské Hory         | 6,09  |
| Dudov                       | Dudov                                                         | Skrýchov u Malšic       | 2,32  |
| Dvorce u Tučap              | Dvorce                                                        | Tučapy                  | 4,17  |
| Hamr nad Nežárkou           | Hamr                                                          | Val                     | 1,5   |
| Hartvíkov                   | Hartvíkov                                                     | Dolní Hořice            | 1,74  |
| Haškovcova Lhota            | Haškovcova Lhota                                              | Haškovcova Lhota        | 3,03  |
| Hlasivo                     | Hlasívko, Hlasivo, Temešvár                                   | Hlasivo                 | 9,97  |
| Hlavatce                    | Hlavatce                                                      | Hlavatce                | 7,62  |
| Hlavňov u Budislavi         | Hlavňov                                                       | Budislav                | 1,36  |
| Hlinice                     | Hlinice                                                       | Tábor                   | 4,91  |
| Hnojná Lhotka               | Hnojná Lhotka                                                 | Slapy                   | 2,12  |
| Hodětín                     | Hodětín                                                       | Hodětín                 | 12,96 |
| Hodonice u Bechyně          | Hodonice                                                      | Hodonice                | 9,47  |
| Horky u Tábora              | Horky, Větrovy                                                | Tábor                   | 5,91  |
| Horní Hrachovice            | Dolní Hrachovice, Horní Hrachovice                            | Dolní Hrachovice        | 3,1   |
| Horní Střítež               | Horní Střítež                                                 | Nová Ves u Mladé Vožice | 4,69  |
| Horní Světlá u Bradáčova    | Horní Světlá                                                  | Bradáčov                | 1,72  |
| Horusice                    | Horusice                                                      | Veselí nad Lužnicí      | 12,91 |
| Hoštice u Nemyšle           | Hoštice, Úlehle                                               | Nemyšl                  | 2,78  |
| Hroby                       | Hroby, Nuzbely                                                | Radenín                 | 3,03  |
| Hrušova Lhota               | Hrušova Lhota                                                 | Přehořov                | 2,39  |
| Hvožďany u Bechyně          | Hvožďany                                                      | Bechyně                 | 10,95 |
| Chabrovice                  | Chabrovice                                                    | Skopytce                | 2,24  |
| Chlebov                     | Chlebov                                                       | Soběslav                | 2,41  |
| Chlístov u Nadějkova        | Chlístov                                                      | Nadějkov                | 1,96  |
| Chlum u Jistebnice          | Chlum                                                         | Jistebnice              | 1,75  |
| Chotčiny                    | Chotčiny                                                      | Dolní Hořice            | 5,18  |
| Chotěmice                   | Chotěmice                                                     | Chotěmice               | 5,16  |
| Chotoviny                   | Chotoviny, Polánka                                            | Chotoviny               | 5,15  |
| Choustník                   | Choustník                                                     | Choustník               | 6,26  |
| Chrbonín                    | Chrbonín                                                      | Chrbonín                | 7,09  |
| Chýnov u Tábora             | Chýnov                                                        | Chýnov                  | 9,91  |
| Janov u Mladé Vožice        | Dolní Kouty, Horní Kouty, Janov, Staniměřice                  | Mladá Vožice            | 6,02  |
| Jedlany                     | Jedlany                                                       | Jedlany                 | 4,21  |
| Jeníčkova Lhota             | Jeníčkova Lhota                                               | Chotoviny               | 4,88  |
| Jistebnice                  | Jistebnice, Nehonín                                           | Jistebnice              | 12,45 |
| Kajetín                     | Kajetín                                                       | Choustník               | 2,81  |
| Kamenná Lhota u Borotína    | Kamenná Lhota                                                 | Borotín                 | 1,63  |
| Katov u Budislavi           | Katov                                                         | Katov                   | 3,71  |
| Kladruby                    | Kladruby                                                      | Dolní Hořice            | 3,17  |
| Klečaty                     | Klečaty                                                       | Zálší                   | 4,11  |
| Klenovice u Soběslavi       | Klenovice                                                     | Klenovice               | 6,57  |
| Klokoty                     | Klokoty, Všechov, Zahrádka                                    | Tábor                   | 8,3   |
| Kloužovice                  | Kloužovice                                                    | Chýnov                  | 3,78  |
| Komárov u Soběslavi         | Komárov                                                       | Komárov                 | 8,6   |
| Košice u Soběslavi          | Borek, Doubí, Košice                                          | Košice                  | 10,47 |
| Košín                       | Košín                                                         | Košín                   | 1,92  |
| Kozmice u Chýnova           | Kozmice                                                       | Radenín                 | 5,39  |
| Krátošice                   | Krátošice                                                     | Krátošice               | 3     |
| Krchova Lomná               | Krchova Lomná, Ústějov                                        | Mladá Vožice            | 2,2   |
| Krtov                       | Krtov                                                         | Krtov                   | 4,55  |
| Křekovice u Vyšetic         | Křekovice, Křekovická Lhota, Lhýšov, Vosná                    | Šebířov                 | 6,89  |
| Křída u Stádlce             | Křída                                                         | Stádlec                 | 4,74  |
| Křtěnovice                  | Křtěnovice                                                    | Nová Ves u Mladé Vožice | 2,36  |
| Kundratice u Svinů          | Kundratice                                                    | Sviny                   | 1,74  |
| Kvasejovice u Soběslavi     | Kvasejovice                                                   | Přehořov                | 3,26  |
| Lažany u Chýnova            | Lažany                                                        | Radenín                 | 3,82  |
| Lejčkov                     | Lejčkov                                                       | Dolní Hořice            | 1,2   |
| Libějice                    | Libějice                                                      | Libějice                | 2,96  |
| Libenice u Tábora           | Boratkov, Hatov, Libenice, Předbojov, Sychrov                 | Borotín                 | 4,61  |
| Liderovice                  | Liderovice                                                    | Chotoviny               | 1,86  |
| Lom                         | Lom                                                           | Lom                     | 3,82  |
| Lžín                        | Lžín                                                          | Dírná                   | 5,73  |
| Makov u Jistebnice          | Hůrka, Makov, Třemešná                                        | Jistebnice              | 5,75  |
| Malešín u Vodice            | Malešín                                                       | Vodice                  | 2,46  |
| Malšice                     | Malšice, Nové Lány, Staré Lány                                | Malšice                 | 13,27 |
| Malý Ježov                  | Malý Ježov                                                    | Smilovy Hory            | 3,18  |
| Maršov u Tábora             | Maršov                                                        | Malšice                 | 3,65  |
| Mašovice                    | Mašovice                                                      | Dolní Hořice            | 3,46  |
| Mažice                      | Mažice                                                        | Mažice                  | 5,52  |
| Měšice u Tábora             | Měšice, Smyslov, Záluží                                       | Tábor                   | 14,59 |
| Meziříčí                    | Meziříčí                                                      | Meziříčí                | 5,75  |
| Mezná u Soběslavi           | Mezná                                                         | Mezná                   | 5,08  |
| Mladá Vožice                | Dubina, Mladá Vožice, Pavlov                                  | Mladá Vožice            | 7,46  |
| Mlýny u Choustníku          | Mlýny                                                         | Mlýny                   | 7,7   |
| Modlíkov                    | Modlíkov                                                      | Nadějkov                | 0,89  |
| Mokrá u Soběslavi           | Mokrá                                                         | Vesce                   | 2,26  |
| Moraveč u Chotovin          | Moraveč, Rzavá                                                | Chotoviny               | 2,69  |
| Moraveč u Mladé Vožice      | Moraveč                                                       | Slapsko                 | 2,55  |
| Mostek u Ratibořských Hor   | Mostek                                                        | Dolní Hrachovice        | 1,38  |
| Mozolov                     | Hronova Vesec, Mozolov, Šichova Vesec                         | Nadějkov                | 3,45  |
| Mutice                      | Mutice                                                        | Nová Ves u Mladé Vožice | 2,57  |
| Myslkovice                  | Myslkovice                                                    | Myslkovice              | 4,87  |
| Nadějkov                    | Hubov, Kaliště, Nadějkov, Větrov                              | Nadějkov                | 5,89  |
| Nahořany u Mladé Vožice     | Nahořany                                                      | Rodná                   | 1,97  |
| Náchod u Tábora             | Náchod                                                        | Tábor                   | 3,51  |
| Nasavrky u Tábora           | Nasavrky                                                      | Nasavrky                | 1,46  |
| Nedvědice u Soběslavi       | Nedvědice                                                     | Soběslav                | 4,54  |
| Nemyšl                      | Dědičky, Nemyšl, Úraz                                         | Nemyšl                  | 5,77  |
| Noskov                      | Chocov, Noskov                                                | Mladá Vožice            | 4,71  |
| Nová Ves u Dírné            | Nová Ves                                                      | Dírná                   | 3,7   |
| Nová Ves u Chýnova          | Nová Ves u Chýnova                                            | Nová Ves u Chýnova      | 6,62  |
| Nová Ves u Mladé Vožice     | Nová Ves u Mladé Vožice                                       | Nová Ves u Mladé Vožice | 2,13  |
| Nové Dvory u Opařan         | Hodušín, Nové Dvory                                           | Opařany                 | 5,61  |
| Nové Dvory u Pořína         | Nové Dvory                                                    | Dolní Hořice            | 4,35  |
| Oblajovice                  | Oblajovice                                                    | Dolní Hořice            | 2,71  |
| Obora u Maršova             | Obora                                                         | Malšice                 | 2,72  |
| Oldřichov u Mladé Vožice    | Oldřichov                                                     | Oldřichov               | 10,11 |
| Olší u Opařan               | Olší                                                          | Opařany                 | 5,01  |
| Oltyně                      | Oltyně                                                        | Opařany                 | 4,37  |
| Opařany                     | Opařany                                                       | Opařany                 | 9,18  |
| Orlov u Jistebnice          | Křivošín, Nehonín, Orlov, Ostrý, Podol, Smrkov, Stružinec     | Jistebnice              | 10,59 |
| Padařov                     | Padařov                                                       | Jistebnice              | 3,82  |
| Petříkovice                 | Petříkovice                                                   | Nadějkov                | 1,24  |
| Pikov                       | Chomoutova Lhota, Nový Kostelec, Pejšova Lhota, Pikov         | Borotín                 | 8,35  |
| Planá nad Lužnicí           | Lhota Samoty, Planá nad Lužnicí, Strkov                       | Planá nad Lužnicí       | 21,42 |
| Plechov                     | Plechov                                                       | Jistebnice              | 0,81  |
| Podboří                     | Podboří                                                       | Opařany                 | 5,03  |
| Podolí u Ratibořských Hor   | Podolí                                                        | Ratibořské Hory         | 2,54  |
| Pohnánec                    | Pohnánec                                                      | Pohnánec                | 2,5   |
| Pohnání                     | Pohnání                                                       | Pohnání                 | 3,57  |
| Pohoří u Jistebnice         | Pohoří                                                        | Jistebnice              | 0,52  |
| Pojbuky                     | Blatnice, Dolní Světlá, Pojbuky                               | Pojbuky                 | 5,4   |
| Pořín                       | Pořín, Radostovice                                            | Dolní Hořice            | 8,33  |
| Prasetín                    | Prasetín                                                      | Dolní Hořice            | 3,4   |
| Prudice                     | Prudice, Záhoříčko                                            | Nemyšl                  | 2,73  |
| Předboř u Choustníku        | Předboř                                                       | Choustník               | 3,55  |
| Přehořov u Soběslavi        | Přehořov                                                      | Přehořov                | 3,91  |
| Psárov                      | Psárov                                                        | Psárov                  | 4,92  |
| Radenín                     | Radenín, Terezín                                              | Radenín                 | 9,22  |
| Radětice u Bechyně          | Radětice                                                      | Radětice                | 14,71 |
| Radimovice u Tábora         | Radimovice u Tábora                                           | Radimovice u Tábora     | 2,67  |
| Radimovice u Želče          | Radimovice u Želče                                            | Radimovice u Želče      | 4,48  |
| Radkov u Tábora             | Paseka, Radkov                                                | Radkov                  | 5,38  |
| Radostovice u Smilových Hor | Františkov, Radostovice                                       | Smilovy Hory            | 4,7   |
| Radvanov u Mladé Vožice     | Radvanov                                                      | Mladá Vožice            | 2,23  |
| Rašovice u Hlasiva          | Rašovice                                                      | Hlasivo                 | 2,31  |
| Rataje u Bechyně            | Kozín, Rataje                                                 | Rataje                  | 10,77 |
| Ratibořice u Tábora         | Malenín, Ratibořice                                           | Ratibořské Hory         | 5,09  |
| Ratibořské Hory             | Ratibořské Hory                                               | Ratibořské Hory         | 1,62  |
| Rodná                       | Rodná                                                         | Rodná                   | 4,63  |
| Roudná nad Lužnicí          | Janov, Roudná                                                 | Roudná                  | 3,66  |
| Rybova Lhota                | Radimov, Rybova Lhota                                         | Skalice                 | 6,51  |
| Řemíčov                     | Buková, Řemíčov                                               | Řemíčov                 | 4,33  |
| Řepeč                       | Kášovice, Řepeč                                               | Řepeč                   | 12,79 |
| Řevnov                      | Řevnov                                                        | Chotoviny               | 3,97  |
| Řípec                       | Řípec                                                         | Řípec                   | 7,39  |
| Sedlečko u Chotovin         | Sedlečko                                                      | Chotoviny               | 3,86  |
| Sedlečko u Soběslavě        | Sedlečko u Soběslavě                                          | Sedlečko u Soběslavě    | 2,86  |
| Senožaty u Bechyně          | Senožaty                                                      | Bechyně                 | 2,55  |
| Sezimovo Ústí               | Sezimovo Ústí                                                 | Sezimovo Ústí           | 8,46  |
| Skalice nad Lužnicí         | Skalice                                                       | Skalice                 | 6,38  |
| Skopytce                    | Skopytce                                                      | Skopytce                | 4,87  |
| Skrýchov u Malšic           | Skrýchov u Malšic                                             | Skrýchov u Malšic       | 4,69  |
| Skrýchov u Opařan           | Skrýchov u Opařan                                             | Opařany                 | 2,24  |
| Slapsko                     | Javor, Leština, Slapsko, Vitanovice, Zahrádka                 | Slapsko                 | 6,54  |
| Slapy u Tábora              | Slapy                                                         | Slapy                   | 4,2   |
| Slavňovice                  | Slavňovice                                                    | Stádlec                 | 4,26  |
| Smilovy Hory                | Obrátice, Smilovy Hory                                        | Smilovy Hory            | 5,71  |
| Soběslav                    | Soběslav I, Soběslav II, Soběslav III                         | Soběslav                | 13,04 |
| Stádlec                     | Hájky, Stádlec                                                | Stádlec                 | 5,19  |
| Stará Vožice                | Stará Vožice                                                  | Mladá Vožice            | 3,94  |
| Starcova Lhota              | Bezděkov, Křenovy Dvory, Nepřejov, Pohořelice, Starcova Lhota | Nadějkov                | 6,06  |
| Staré Sedlo u Stádlce       | Staré Sedlo                                                   | Stádlec                 | 3,94  |
| Stojslavice                 | Stojslavice                                                   | Smilovy Hory            | 2,99  |
| Stoklasná Lhota             | Stoklasná Lhota                                               | Tábor                   | 3,33  |
| Střítež u Milevska          | Číčovice                                                      | Nadějkov                | 5,19  |
| Sudoměřice u Bechyně        | Sudoměřice u Bechyně                                          | Sudoměřice u Bechyně    | 9,62  |
| Sudoměřice u Tábora         | Sudoměřice u Tábora                                           | Sudoměřice u Tábora     | 3,42  |
| Svinky                      | Svinky                                                        | Vlastiboř               | 6,79  |
| Sviny                       | Sviny                                                         | Sviny                   | 9,5   |
| Svoříž                      | Svoříž                                                        | Jistebnice              | 2,32  |
| Svrabov                     | Hejlov, Svrabov                                               | Svrabov                 | 3,73  |
| Šebířov                     | Skrýšov, Šebířov                                              | Šebířov                 | 7,19  |
| Tábor                       | Tábor                                                         | Tábor                   | 8,83  |
| Těchobuz II                 | Velký Ježov                                                   | Smilovy Hory            | 0,56  |
| Třebějice                   | Třebějice                                                     | Třebějice               | 6,12  |
| Třebelice                   | Třebelice                                                     | Malšice                 | 2,64  |
| Třebiště                    | Třebiště                                                      | Skalice                 | 2,2   |
| Tříklasovice                | Tříklasovice                                                  | Psárov                  | 5,96  |
| Tučapy u Soběslavi          | Tučapy                                                        | Tučapy                  | 8,9   |
| Turovec                     | Turovec                                                       | Turovec                 | 13,25 |
| Ústrašice                   | Ústrašice                                                     | Ústrašice               | 7,4   |
| Val u Veselí nad Lužnicí    | Val                                                           | Val                     | 14,87 |
| Velký Ježov                 | Velký Ježov                                                   | Smilovy Hory            | 3,67  |
| Velmovice                   | Velmovice                                                     | Chýnov                  | 1,14  |
| Vesce u Soběslavi           | Vesce                                                         | Vesce                   | 2,88  |
| Veselí nad Lužnicí          | Veselí nad Lužnicí I, Veselí nad Lužnicí II                   | Veselí nad Lužnicí      | 16,65 |
| Vilice                      | Hrnčíře, Vilice                                               | Vilice                  | 7,1   |
| Vlásenice u Makova          | Vlásenice                                                     | Jistebnice              | 3,12  |
| Vlastiboř u Soběslavi       | Vlastiboř                                                     | Vlastiboř               | 7,77  |
| Vlčeves                     | Svatá Anna, Vlčeves                                           | Vlčeves                 | 6,38  |
| Vlkov nad Lužnicí           | Vlkov                                                         | Vlkov                   | 6,54  |
| Vodice u Tábora             | Hájek, Vodice                                                 | Vodice                  | 3,79  |
| Vratišov                    | Vratišov                                                      | Nadějkov                | 1,77  |
| Vrážná                      | Vrážná                                                        | Chotoviny               | 2,65  |
| Vřesce                      | Vřesce                                                        | Ratibořské Hory         | 5,8   |
| Všechlapy u Malšic          | Všechlapy                                                     | Malšice                 | 2,22  |
| Vyhnanice                   | Vyhnanice                                                     | Hlavatce                | 6,91  |
| Vyšetice                    | Kříženec, Vrcholtovice, Vyšetice                              | Šebířov                 | 6,25  |
| Zadní Lomná                 | Zadní Lomná                                                   | Pojbuky                 | 1,97  |
| Zadní Střítež               | Zadní Střítež                                                 | Zadní Střítež           | 4,98  |
| Záhoří u Bechyně            | Záhoří                                                        | Záhoří                  | 4,01  |
| Záhostice                   | Záhostice                                                     | Chýnov                  | 3,96  |
| Zálší                       | Zálší                                                         | Zálší                   | 4,75  |
| Záluží u Budislavě          | Záluží u Budislavě                                            | Budislav                | 3,61  |
| Záluží u Vlastiboře         | Záluží                                                        | Vlastiboř               | 2,63  |
| Zárybničná Lhota            | Zárybničná Lhota                                              | Tábor                   | 3,9   |
| Záříčí u Dírné              | Záříčí                                                        | Dírná                   | 3,92  |
| Záříčí u Mladé Vožice       | Popovice, Záříčí u Mladé Vožice                               | Šebířov                 | 2,9   |
| Závsí                       | Závsí                                                         | Dírná                   | 2,25  |
| Zhoř u Mladé Vožice         | Zhoř u Mladé Vožice                                           | Zhoř u Mladé Vožice     | 3,17  |
| Zhoř u Tábora               | Zhoř u Tábora                                                 | Zhoř u Tábora           | 4,63  |
| Zlukov                      | Zlukov                                                        | Zlukov                  | 6,03  |
| Zvěrotice                   | Zvěrotice                                                     | Zvěrotice               | 6,4   |
| Zvěstonín                   | Hodkov, Zbelítov, Zvěstonín                                   | Jistebnice              | 3,05  |
| Želeč u Tábora              | Želeč                                                         | Želeč                   | 11,02 |
| Žíšov u Veselí nad Lužnicí  | Žíšov                                                         | Žíšov                   | 4,73  |

Celková výměra 1331,12 km2